# 포파스나
포파스나(우크라이나어: Попасна; 러시아어: Попасная Popasnaya[*]; 1930년경부터 1944년까지 이메니 카가노비차로 알려짐)는 도시이며, 우크라이나의 루한스크주, 세베로도네츠크군에 있다. 이 도시는 우크라이나의 흐로마다 중 하나인 포파스나 도시 흐로마다의 행정 중심지이다. 2018년에는 인구가 20,600명으로 추정되었다.
2022년 러시아의 우크라이나 침공 동안, 이 도시는 우크라이나군과 러시아군 간의 전투 결과로 크게 파괴되었다. 2022년 5월 8일 전투가 끝난 이후, 이 도시는 러시아에 의해 점령되었다.

## 역사

### 설립
포파스나는 1870년대 후반에 돈바스와 당시 러시아 제국의 북부 산업 중심지를 연결하는 새로 건설된 철도의 정거장으로 설립되었다. 철도역 자체의 건설은 1878년에 시작되었고, 노동자들이 거주할 기본적인 주택이 지어졌다. 1890년까지 포파스나는 데발체베, 바흐무트, 리시찬스크와 같은 주요 무역 중심지와 철도로 연결되었다. 포파스나 자체는 철도 허브가 되어 성장했다. 1903년까지 포파스나에는 3,735명이 거주했다.

### 소련 시기
1924년 12월, 포파스나는 도네츠주의 바흐무트 오크루하 내 포파스나군의 행정 중심지가 되었다. 1932년 2월, 우크라이나의 주 설립과 관련하여 포파스나군은 폐지되었다. 포파스나 자체는 카디이우카군으로 이전되었다. 1930년대 어느 시점에 포파스나는 이메니 L.M. 카가노비차(우크라이나어: Імені Л. М. Кагановича; lit. 'L.M. 카가노비치의 이름을 딴 [정착지]')로 개명되었다. 홀로도모르 동안 이메니 카가노비차는 심하게 고통받았고, 약 416명이 대기근의 결과로 사망했다. 1936년 6월, 이 정착지는 도네츠크주 내 카가노비치군의 중심지가 되었다. 1938년 6월 3일, 카가노비치군과 그 중심의 정착지를 포함한 도네츠크주의 상당 부분이 분리되어 보로실로우그라드주(현재의 루한스크주)가 설립되었다. 이 정착지는 1938년 10월 24일에 시 지위를 부여받았다. 1941년까지 이메니 카가노비차에는 약 30,000명이 거주했으며, 그 중 약 300명은 유대인이었다.
제2차 세계 대전 동안 독일군은 1941년 11월 16일(또는 18일)에 카가노비차를 점령했다. 그 전에 일부 유대인들은 점령이 시작되기 전에 탈출하는 데 성공했다. 그 직후, 남아있는 100명 이상의 유대인들은 독일군에 의해 임시 게토(군사 공장 근처 막사)에 강제로 집중되었고, 매우 어려운 생활 조건 속에서 강제 강제 노동에 동원되었다. 이메니 카가노비차의 유대인들 거의 대부분은 나중에 독일군에 의해 학살되었고(많은 유대인들은 약 16마일 서쪽으로 아르테모프스크 시 외곽으로 끌려가 학살되었을 가능성이 있다), 이후 독일 점령에서 살아남은 유대인은 거의 없었다. 독일 점령군은 1941년부터 1943년까지 이 도시에서 나치 감옥을 운영했다. 1943년 9월 3일경, 이메니 카가노비차는 마침내 소련군에 의해 독일 점령에서 해방되었다. 1944년 6월 12일, 카가노비치군은 포파스나군으로 개명되었고, 정착지 자체도 포파스나라는 이름을 되찾았다. 1962년 12월 30일, 이 군은 다시 폐지되었고, 포파스나는 새로 생성된 리시찬스크군으로 이전되었다. 1977년 12월 30일, 리시찬스크군은 포파스나군으로 개명되었고, 그 중심지는 리시찬스크에서 포파스나로 옮겨졌다. 1979년 3월 포파스나에서 지역 신문이 발행되기 시작했다.

### 21세기
2014년 6월 19일, 돈바스 전쟁 초기 단계 동안 우크라이나군은 포파스나를 친러시아 분리주의자들로부터 확보했다고 보도되었다. 2014년 7월 8일, 분리주의 무장 세력이 마을을 다시 장악했다. 2014년 7월 22일, 우크라이나 돈바스 대대가 분리주의자들로부터 마을을 되찾았고, 그들은 그날 마을을 버렸다. 그 후, 도시는 몇 년 동안 분리주의자들로부터 주기적인 포격과 로켓 공격뿐만 아니라 간헐적인 지상 공격을 받았다. 포파스나 근처에는 지뢰도 매설되었다. 2015년 3월까지 이 도시에는 몇 가지 기본 제품을 파는 상점 두 곳과 약국 한 곳만 있었으며, 주민들은 자원봉사 단체를 통해 식량을 배급받았다. 주민들은 또한 공공요금을 지불해야 하고 우크라이나 정부가 제공하는 사회 복지 혜택이 중단된 것에 대해 불평했다.
2022년 3월 초, 전면적인 러시아의 우크라이나 침공 동안, 포파스나는 러시아군에 의해 공격을 받았다. 포파스나 근처의 전투에서 러시아군은 도심의 모든 건물을 손상시키거나 파괴했다고 보고되었다. 루한스크주의 주지사 세르히 하이다이는 러시아군이 "[포파스나]를 루한스크주 지도에서 지우고 있다"고 주장했다. 2022년 5월 7일, 하이다이는 우크라이나군이 포파스나 시에서 더 강화된 진지로 후퇴해야 했음을 확인하며 "그곳의 모든 것이 파괴되었다"고 덧붙였다. 우크라이나군은 포파스나에서 철수하여 러시아가 도시를 완전히 점령하도록 허용했다고 발표했다. 러시아의 체첸 지도자 람잔 카디로프는 그의 군대가 현재 도시의 대부분을 통제하고 있다고 밝혔다. 루한스크 주지사가 제공한 사진 증거에 따르면 러시아군이 우크라이나 병사의 목을 베고 시신을 훼손하여 장대에 박아 점령된 도시에 전시한 것으로 드러났다. 2022년 8월 15일, 친크렘린 기자가 미로놉스카야 12번지에 위치한 바그너 그룹의 지역 본부를 사진으로 공개한 후 우크라이나군이 이를 타격했다고 보도되었다.
포파스나 전투 두 달 후, 7월에 로이터 통신 기자가 이 도시를 방문하여 사람과 동물이 모두 완전히 사라졌으며 거의 모든 건물이 파괴되거나 심하게 손상되었다고 보도했다. 러시아의 루간스크 인민공화국 지도자는 러시아의 공격으로 파괴된 도시를 재건할 필요가 없다고 밝혔다. 2022년 12월, 러시아군은 우크라이나의 공격을 저지하기 위해 포파스나 서쪽에 여러 방어선을 구축한 것으로 보고되었다. 이러한 방어선에는 용치, 참호, 그리고 토치카가 포함되었다.
포파스나의 독립 도시 지위는 파괴 정도를 이유로 러시아 점령 당국에 의해 2023년 3월에 폐지되었다. 이후 그들은 포파스나를 우크라이나의 또 다른 러시아 점령 도시인 페르보마이스크 행정 구역에 편입시켰다. 그들은 또한 포파스나군도 완전히 폐지했다.

## 인구 통계
2001년 우크라이나 인구 조사에 따른 민족 구성:
| \| 포파스나의 민족 집단 \| 포파스나의 민족 집단 \| 포파스나의 민족 집단 \| 포파스나의 민족 집단 \| 포파스나의 민족 집단 \| \| -------------------- \| -------------------- \| -------------------- \| -------------------- \| -------------------- \| \| \| \| \| 퍼센트 \| \| \| 우크라이나인 \| 우크라이나인 \| \| 77.54% \| 77.54% \| \| 러시아인 \| 러시아인 \| \| 21.12% \| 21.12% \| \| 벨라루스인 \| 벨라루스인 \| \| 0.42% \| 0.42% \| \| 아르메니아인 \| 아르메니아인 \| \| 0.13% \| 0.13% \| \| 조지아인 \| 조지아인 \| \| 0.10% \| 0.10% \| |              |  |        |        |
| 포파스나의 민족 집단 |              |  |        |        |
| |              |  | 퍼센트 |        |
| 우크라이나인 | 우크라이나인 |  | 77.54% | 77.54% |
| 러시아인 | 러시아인     |  | 21.12% | 21.12% |
| 벨라루스인 | 벨라루스인   |  | 0.42%  | 0.42%  |
| 아르메니아인 | 아르메니아인 |  | 0.13%  | 0.13%  |
| 조지아인 | 조지아인     |  | 0.10%  | 0.10%  |